# Carboanhydrasehemmer
Carboanhydrasehemmer sind eine Gruppe von Wirkstoffen, die das Enzym Carboanhydrase hemmen. Obwohl sie ursprünglich als harntreibende Medikamente entwickelt wurden, werden sie heute überwiegend in der Behandlung von anderen Krankheiten eingesetzt, zumeist gegen den grünen Star (Glaukom) zur Senkung des Augeninnendrucks, aber auch gegen epileptische Krampfanfälle. Die Carboanhydrasehemmer zählen strukturell zur Gruppe der Sulfonsäureamide.

## Vertreter und chemischer Aufbau

Beispiele für Carboanhydrasehemmer

Chemisch handelt es sich bei den Carboanhydrasehemmern um unsubstituierte Sulfonamidderivate. Prototyp der Carboanhydrasehemmer ist der Wirkstoff Acetazolamid. Methazolamid und Dichlorphenamid sind Weiterentwicklungen des Acetazolamid.
Dorzolamid und Brinzolamid werden in der oberflächlichen Behandlung von Glaukomen eingesetzt.
Weitere Arzneistoffe mit einer Hemmwirkung auf die Carboanhydrase sind die Antikonvulsiva Sultiam, Topiramat und Zonisamid.

## Pharmakologie

### Wirkmechanismus
Carboanhydrasen kommen in den proximalen Tubuluszellen der Niere vor. Sie sind verantwortlich für die Exkretion von Protonen (H+). Eine Hemmung dieser Exkretion führt zu einer geringeren Wiederaufnahme von Bikarbonat- (HCO3−) und Natriumionen (Na+) und somit einer verminderten Wiederaufnahme von Wasser. Infolgedessen wird vermehrt Wasser ausgeschieden.
Da dieser Mechanismus aber vor allem im proximalen Tubulus stattfindet, wird im distalen Tubulus das vermehrt anfallende Wasser kompensatorisch vermehrt resorbiert, was die Wirkung der Carboanhydrasehemmer vermindert.
Zusätzlich führt der vermehrte Verlust von Natriumionen zu vermehrtem Zurückhalten von Cl− und zu vermehrter Ausscheidung von K+. Daraus resultiert eine Hypokaliämie (zu wenig Kalium im Blut) und eine hyperchlorämische metabolische Azidose, was den pH-Wert in der Niere senkt und somit den Effekt der Carboanhydrase drastisch reduziert.

### Anwendungsgebiete
Da Carboanhydrasehemmer nur einen geringen harntreibenden Effekt haben und effektivere Alternativen zur Verfügung stehen, werden sie heute nicht mehr als solche eingesetzt. Ihr Haupteinsatzgebiet liegt in der Behandlung des Glaukoms, meist lokal als Augentropfen.
Sie können verwendet werden, um den pH-Wert des Harns zu erhöhen, da dies die Lösbarkeit und damit Ausscheidung von Harnsäure, Cystein und anderer schwacher Basen erhöht. Dies kann aber nur mit gleichzeitiger Gabe von Bicarbonat für längere Zeit aufrechterhalten werden. Bei metabolischer Alkalose infolge der Gabe von Diuretika können Carboanhydrasehemmer helfen, den pH-Wert des Blutes wieder zu normalisieren.
Erhöhter intracranialer Druck bei Höhenkrankheit kann mit Acetazolamid behandelt werden, da dies die Bildung neuen Liquors hemmt und außerdem den pH-Wert derselben senkt. Bei der Behandlung der idiopathischen intrakraniellen Hypertension (IIH) ist Acetazolamid die Medikation erster Wahl. Außerdem werden Carboanhydrasehemmer eingesetzt um die Phosphatausscheidung bei Hyperphosphatämie zu erhöhen.
Die Hemmung der Carboanhydrase wird auch in der Behandlung von epileptischen Krampfanfällen genutzt. Das bekannteste Antikonvulsivum aus dieser Stoffgruppe ist Sultiam. Acetazolamid wird relativ selten eingesetzt, zumeist als Begleitmedikation bei schwer behandelbaren Anfällen oder beim Status epilepticus. Auch die neueren Antikonvulsiva Topiramat und Zonisamid haben – neben anderen Wirkmechanismen – auch eine Hemmwirkung auf die Carboanhydrase. Diese Hemmwirkung führt zu einer Gewebsübersäuerung, die wiederum die Erregbarkeit von Nervenzellen vermindern kann.

### Gegenanzeigen
Bei eingeschränkter Nieren- oder Leberfunktion dürfen Carboanhydrasehemmer nicht angewendet werden, da die verminderte Ausscheidung von Ammonium in der Niere zu Hyperammonämie und hepatischer Enzephalopathie führen könnte.
Vorsicht geboten ist bei Allergien gegen die Sulfongruppe, beim Lungenemphysem und in der Schwangerschaft. Bei einer Langzeitanwendung muss durch den entstehenden Kaliumverlust auf genügende Kaliumzufuhr geachtet werden.

### Pharmakokinetik
Carboanhydrasehemmer werden nach oraler Aufnahme (in Tablettenform) gut absorbiert. Nach einer halben Stunde ist ihr Effekt in Form einer Alkalinisierung des Urins sichtbar. Dieser Effekt erreicht seinen Höhepunkt nach zwei Stunden und hält bis zu zwölf Stunden an. Ausgeschieden werden Carboanhydrasehemmer im proximalen Tubulus der Niere.
Gegen Glaukome werden Carboanhydrasehemmer topisch (oberflächlich) und systemisch angewendet.

## Geschichte
In den späten 1930ern mehrten sich die Hinweise darauf, dass bei Patienten, die mit Sulfonamiden gegen bakterielle Infektionen behandelt wurden, eine vermehrte Harnausscheidung auftrat. Es wurde festgestellt, dass dieser Effekt auf einer Hemmung der Carboanhydrase in der Niere beruht. Ausgehend von Sulfanilamid begann deshalb die Suche nach Substanzen, die als Diuretika verwendet werden konnten. Mit Acetazolamid wurde man auch fündig. Aufgrund der größeren Effektivität begannen Thiaziddiuretika in den 1960ern Carboanhydrasehemmer als harntreibende Mittel der Wahl zu verdrängen.